# Fryderyk za album roku hip hop
Fryderyk za album roku hip hop – polska nagroda muzyczna Fryderyk, przyznawana corocznie w latach 1998–2012 i ponownie od 2015 w sekcji muzyki rozrywkowej w kategorii album roku hip hop. Honoruje wykonawców, a w latach 2015–2019 dodatkowo producentów muzycznych, za album hip-hopowy lub rapowany. Fryderyki są przyznawane od 1995 przez Związek Producentów Audio-Video (ZPAV) za osiągnięcia w rodzimym przemyśle muzycznym. Od 2000 za wyłanianie nominowanych, a następnie laureatów odpowiedzialna jest powołana przez ZPAV Akademia Fonograficzna.
Kategoria została wprowadzona podczas czwartej edycji, Fryderyków 1997 (wcześniej albumy hip-hopowe i rapowane były nominowane w kategoriach album roku muzyka alternatywna i album roku muzyka taneczna). W edycjach 2013 i 2014 nie istniała ze względu na wprowadzenie międzygatunkowej kategorii album roku, jednak w edycji 2015 powróciła. Od edycji 2025 regulamin precyzuje, że obejmuje podgatunki: old-school hip-hop, new-school hip-hop, alternatywny hip-hop, instrumentalny hip-hop i hip-hop literacki/poetycki.
Kategoria nazywała się:
- album roku rap / hip hop w edycjach od 1997 do 2000,
- album roku hip hop w edycjach od 2001 do 2003 i ponownie od 2015,
- album roku hip hop / R&B w edycjach od 2004 do 2010 (wówczas obejmowała także albumy R&B),
- album roku hip hop / R&B / reggae w edycjach 2011 i 2012 (wówczas obejmowała także albumy R&B i reggae).

Najwięcej nominacji (14) i nagród (6) w kategorii otrzymał O.S.T.R. 4 nagrody wygrał Taco Hemingway, po 3 AbradAb, Emade i Fisz, zaś po 2 Killing Skills, Liroy, Mata, Rumak i Sistars.

## Laureaci i nominowani
| Rok                               | Nagrodzony album                     | Nagrodzeni artyści                             | Pozostałe nominacje | Źr.                      |
| Album roku rap / hip hop          | Album roku rap / hip hop             | Album roku rap / hip hop                       | Album roku rap / hip hop | Album roku rap / hip hop |
| --------------------------------- | ------------------------------------ | ---------------------------------------------- | --- | ------------------------ |
| 1997                              | L                                    | Liroy                                          | - Centrum – Wzgórze Ya-Pa 3 - Dom pełen drzwi – 3xKlan - Jazzda – Yaro - Żeby było miło – Bolec | [ 5 ]                    |

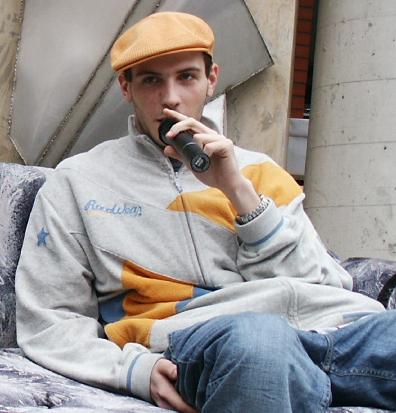
O.S.T.R., rekordowy sześciokrotny laureat (w 2008, 2010, 2015, 2017, 2019 i 2025), rekordowo 14-krotnie nominowany (jako solista i producent)

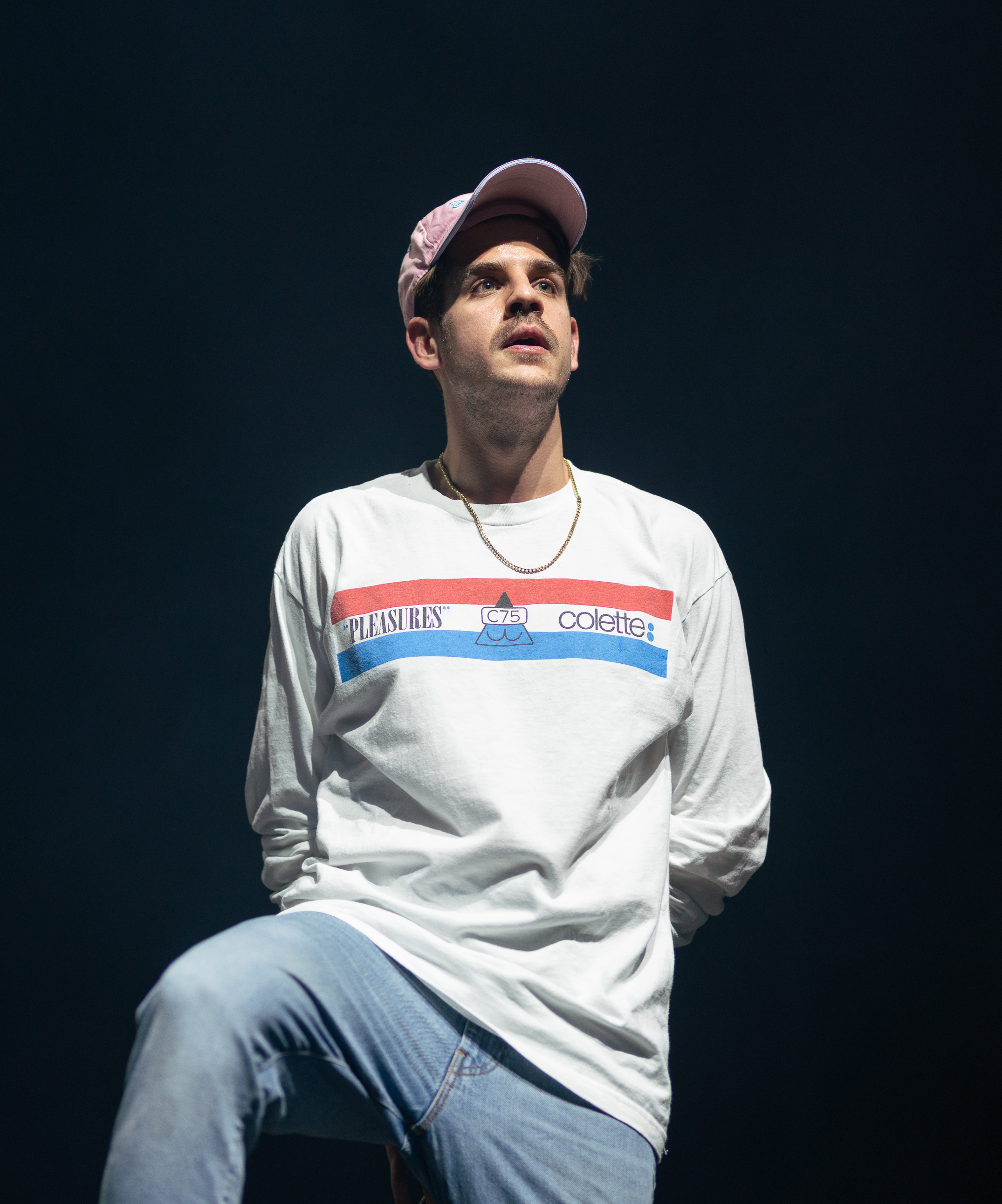
Taco Hemingway, czterokrotny laureat (jako solista w 2016, 2018 i 2020, z Taconafide w 2019), ośmiokrotnie nominowany (jako solista i z Taconafide)

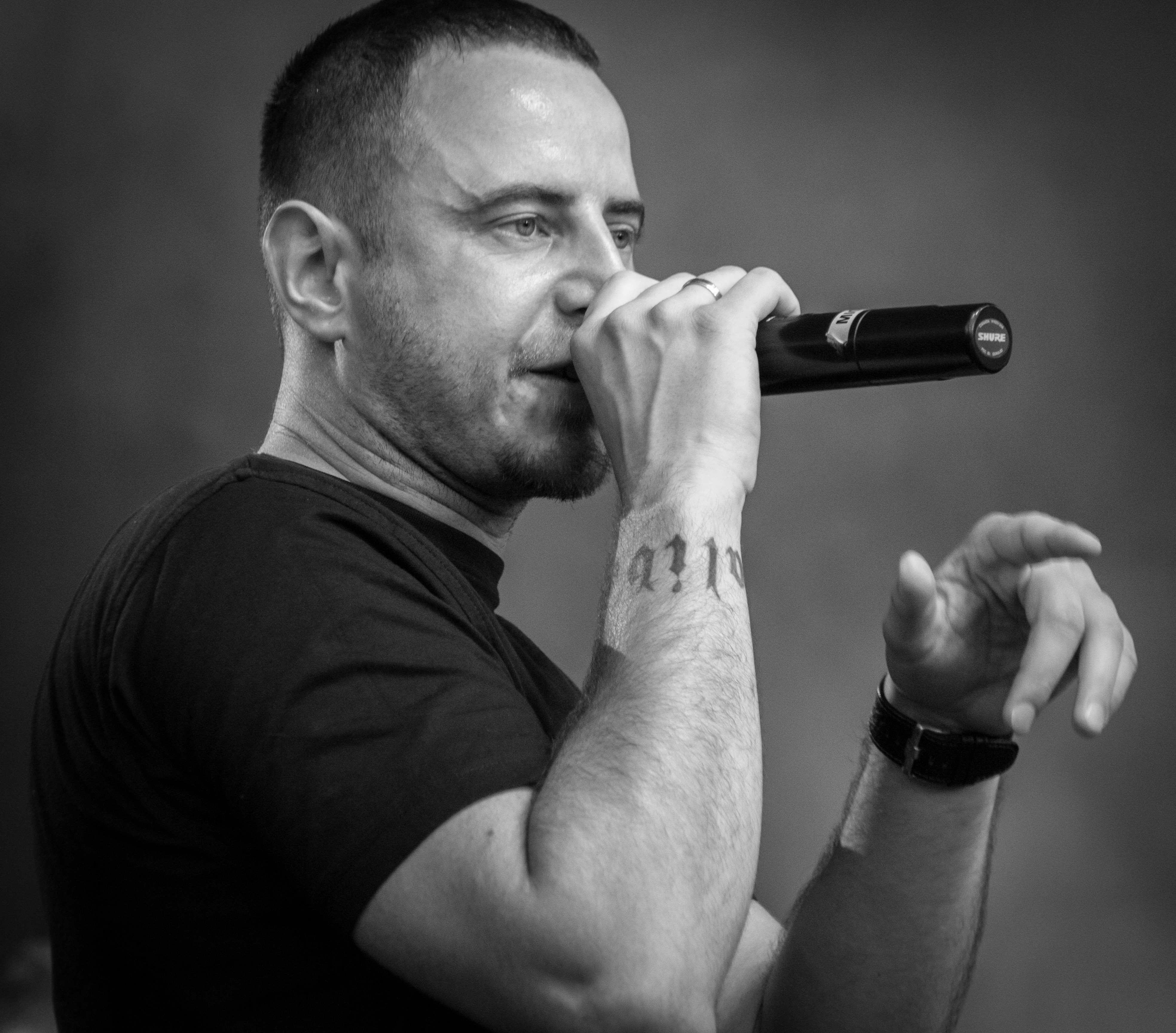
AbradAb, trzykrotny laureat (z Kalibrem 44 w 2000, jako solista w 2004 i 2011), ośmiokrotnie nominowany (jako solista, z Kalibrem 44 i jako producent)

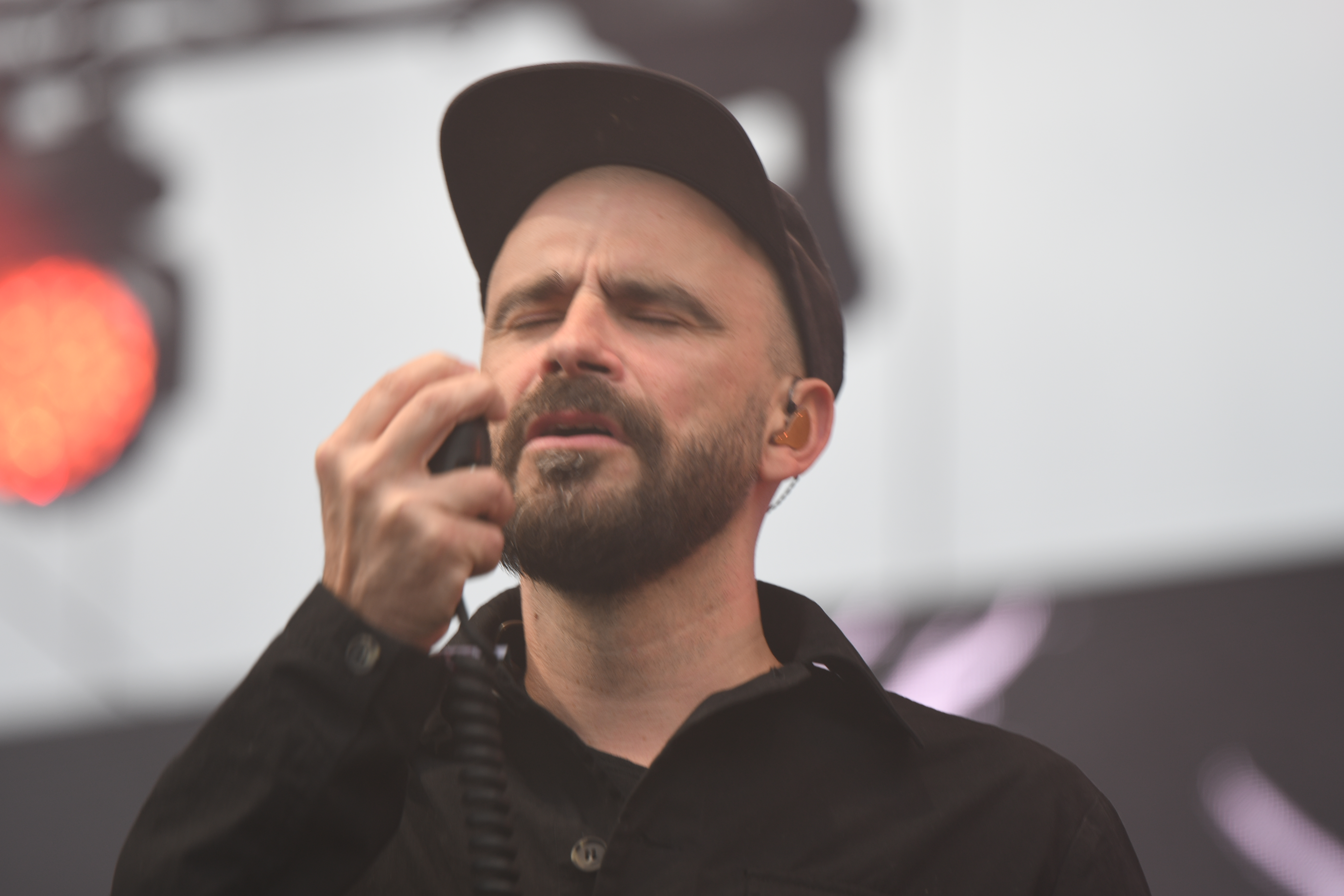
Fisz, trzykrotny laureat (w 2006, 2009 i 2012), pięciokrotnie nominowany

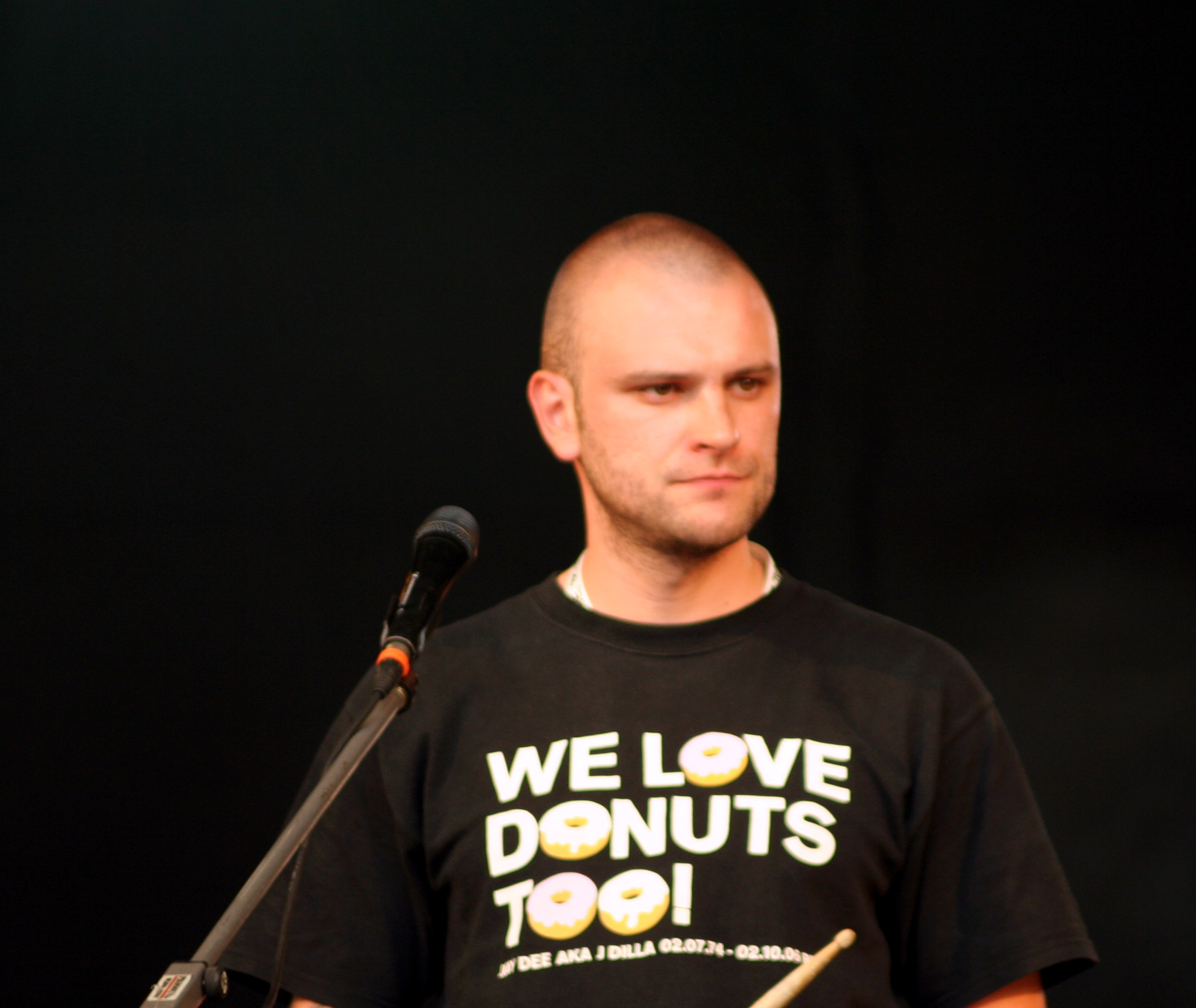
Emade, trzykrotny laureat (w 2006, 2009 i 2012), czterokrotnie nominowany

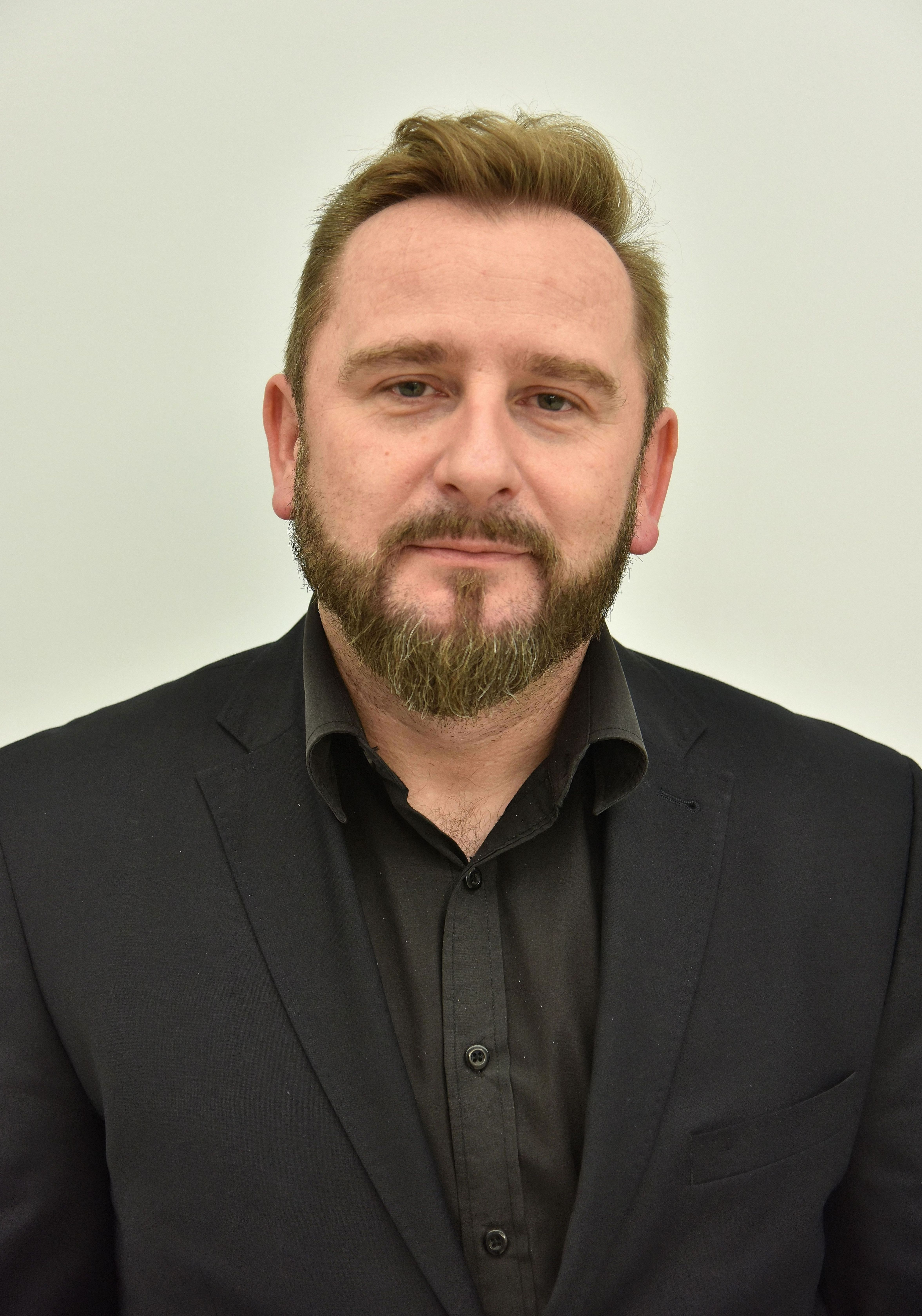
Liroy, dwukrotny laureat (w 1997 i 1999), trzykrotnie nominowany

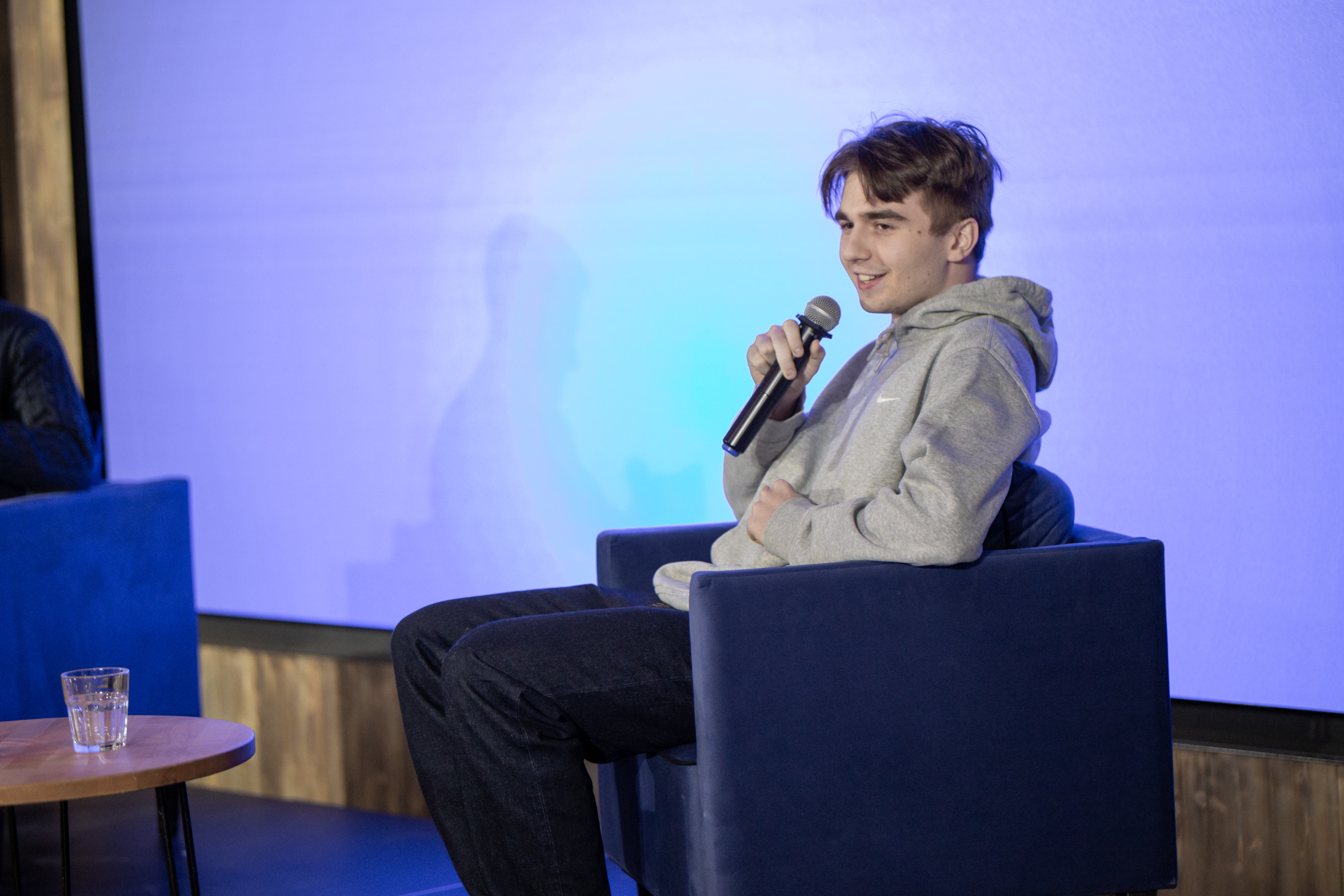
Mata, dwukrotny laureat i dwukrotnie nominowany (w 2021 i 2022)

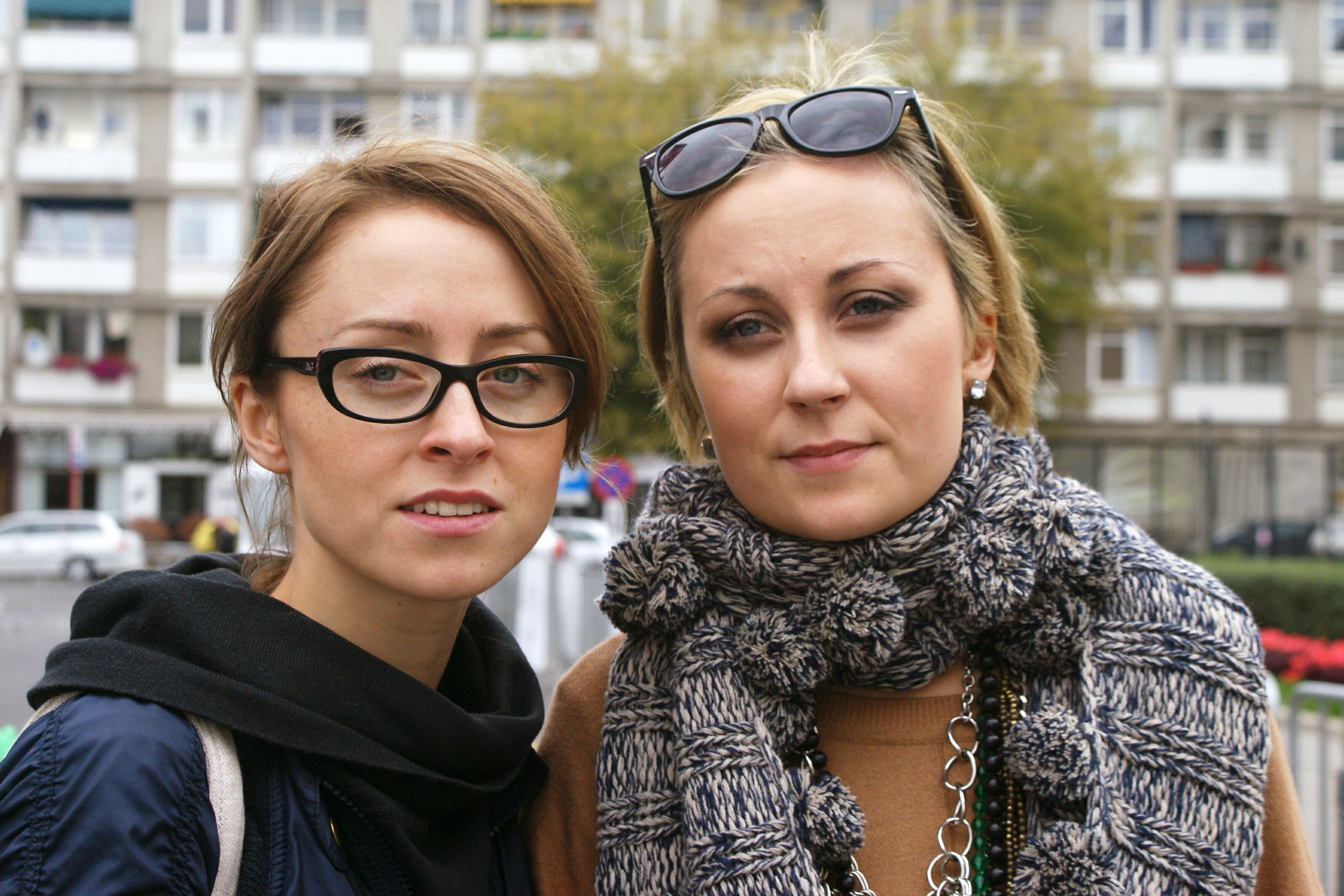
Sistars, dwukrotni laureaci i dwukrotnie nominowani (w 2003 i 2005)

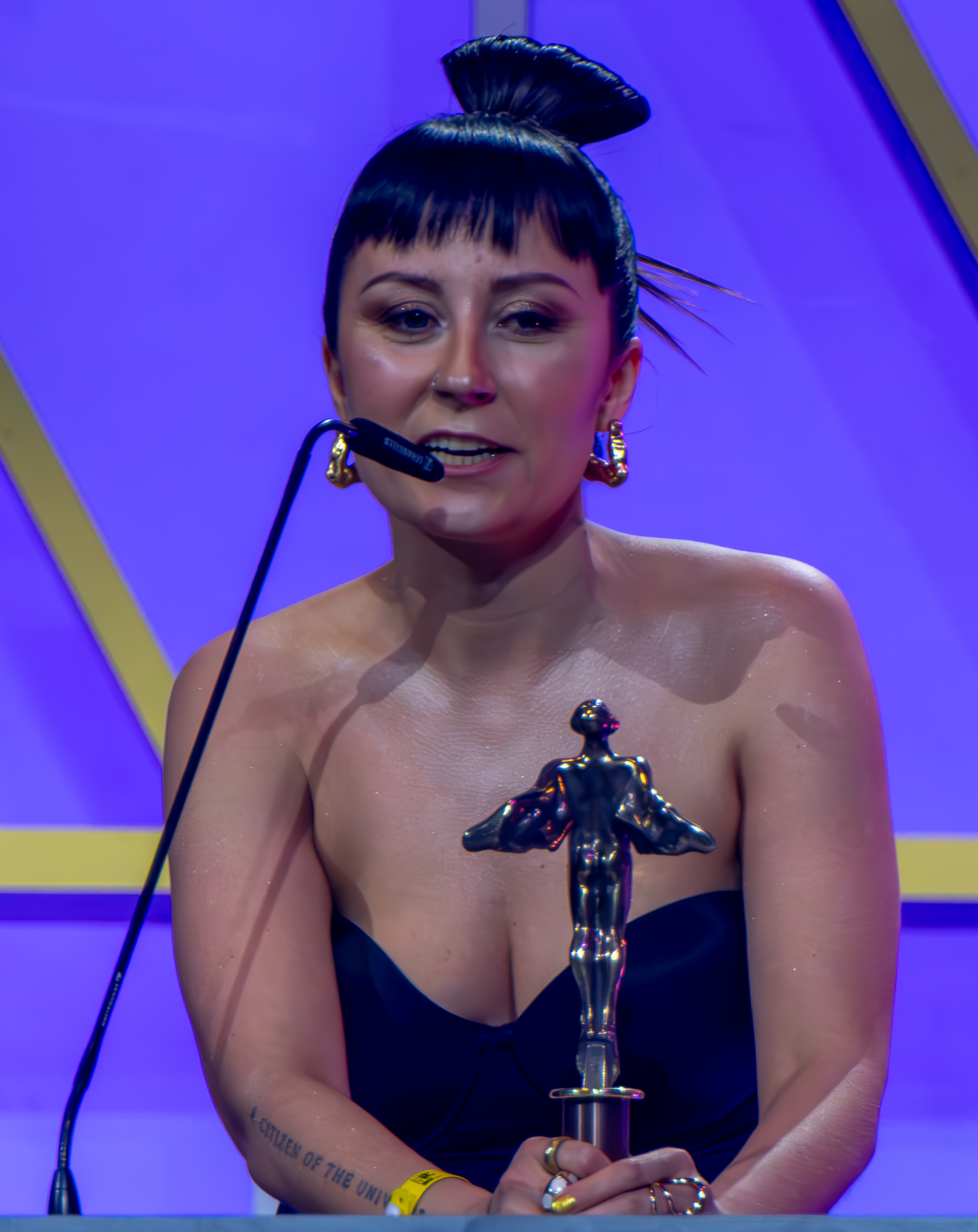
Paulina Przybysz, dwukrotna laureatka z Sistars (w 2003 i 2005), czterokrotnie nominowana (jako Pinnawela i z Sistars)

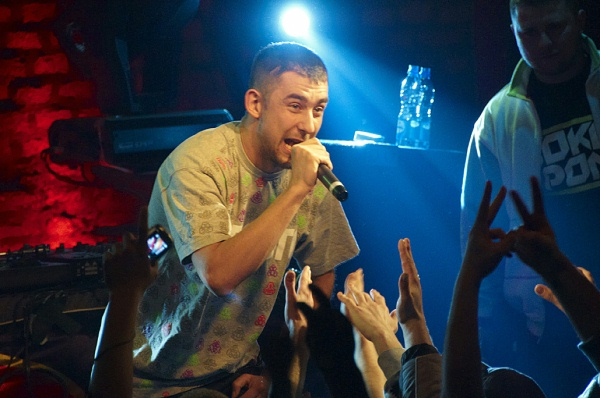
Sokół, sześciokrotnie nominowany (jako solista i z WWO)

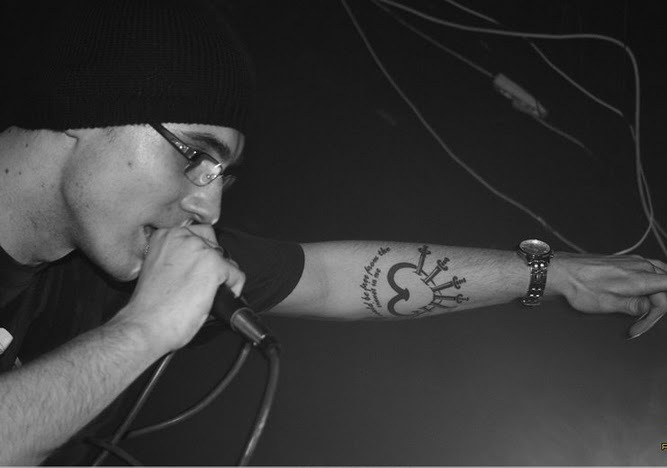
Pezet, pięciokrotnie nominowany

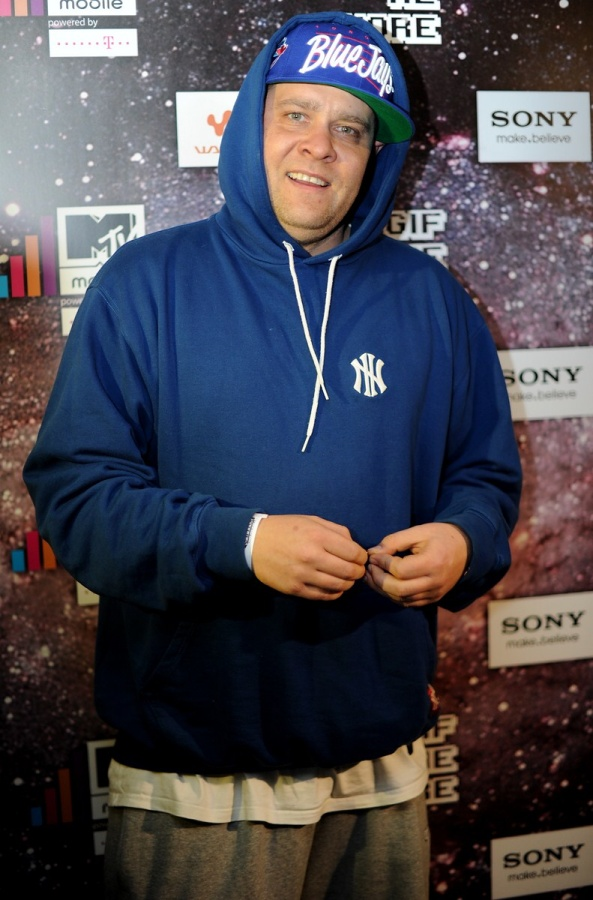
Tede, pięciokrotnie nominowany (jako solista i z Warszafskim Deszczem)

| 1998                              | Zakręcona                            | Reni Jusis                                     | - Lek – Thinkadelic - Lodołamacz – Pilich und Funk - Szmata – Sto % Bawełny - W 63 minuty dookoła świata – Kaliber 44 | [ 6 ]                    |
| 1999                              | Dzień Szaka-L’a (Bafangoo, część 2.) | Liroy                                          | - Dr Spikee – Karramba - Ewenement – Molesta - Razem – Snuz - Szemrany – Koli | [ 7 ]                    |
| 2000                              | 3:44                                 | Kaliber 44                                     | - Autorytet – Funky Filon - Obiecana ziemia – Thinkadelic - Olewka – Yaro - Polepione dźwięki – Fisz | [ 8 ]                    |
| Album roku hip hop                |                                      |                                                | |                          |
| 2001                              | Kinematografia                       | Paktofonika                                    | - Bestseller – Liroy - Kolejny krok – Electric Rudeboyz - Na wylot – Fisz - Taka płyta... – Molesta Ewenement | [ 9 ]                    |
| 2002                              | Na legalu?                           | Slums Attack                                   | - Muzyka klasyczna – Pezet i Noon - Tabasko – O.S.T.R. - We własnej osobie – WWO - Zawieszeni w czasie i przestrzeni – Pijani Powietrzem | [ 10 ]                   |
| 2003                              | Siła sióstr                          | Sistars                                        | - Autentyk 2 – Vienio i Pele - Ironia – Paresłów - Mezokracja – Mezo - 3h hajs, hajs, hajs – Tede | [ 11 ]                   |
| Album roku hip hop / R&B          |                                      |                                                | |                          |
| 2004                              | Czerwony album                       | AbradAb                                        | - Album producencki – Emade - Jazzurekcja – O.S.T.R. - Muzyka poważna – Pezet i Noon - Notes – Tede | [ 12 ]                   |
| 2005                              | A.E.I.O.U.                           | Sistars                                        | - Neurofotoreceptoreplotyka jako magia bytu – Kanał Audytywny - Pięć smaków – Dezire - Rewolucje – Jamal - Wyjście z bloków – Mezo i Tabb | [ 13 ]                   |
| 2006                              | Piątek 13                            | Fisz i Emade                                   | - 7 – O.S.T.R. - Emisja spalin – AbradAb | [ 14 ]                   |
| 2008                              | HollyŁódź                            | O.S.T.R.                                       | - Homoxymoronomatura – L.U.C. i Rahim - Muzyka rozrywkowa – Pezet - Ostry dyżur – Grupa Operacyjna - The Breakthru – Afromental | [ 15 ]                   |
| 2009                              | Heavi Metal                          | Fisz i Emade                                   | - Ja tu tylko sprzątam – O.S.T.R. - Ostatni poziom kontroli – AbradAb - Plenty – Marika - Soulahili – Pinnawela | [ 16 ]                   |
| 2010                              | O.C.B.                               | O.S.T.R.                                       | - Doremifasofa – Sofa - Playing with Pop – Afromental - Powrócifszy… – Warszafski Deszcz - Ty przecież wiesz co – Sokół, gościnnie: Pono | [ 17 ]                   |
| Album roku hip hop / R&B / reggae |                                      |                                                | |                          |
| 2011                              | Abradabing                           | AbradAb                                        | - Gram duszy – Natu - Inna – Ania Szarmach - Put Your Shoes On/Off – Marika - Zapiski z 1001 nocy – Eldo | [ 18 ]                   |
| 2012                              | Zwierzę bez nogi                     | Fisz i Emade                                   | - Jazz, dwa, trzy – O.S.T.R. - Rzeka dzieciństwa – Maleo Reggae Rockers - Renesoul – Pinnawela - The B.O.M.B. – Afromental | [ 19 ]                   |
| Album roku hip hop                |                                      |                                                | |                          |
| 2015                              | Kartagina                            | O.S.T.R. i Marco Polo - produkcja: Marco Bruno | - Książę aka. Slumilioner – Peja i White House - produkcja: RPS/WHR - Czarna biała magia – Sokół i Marysia Starosta - produkcja: różni - Kurt Rolson – Tede - produkcja: Sir Michu - Trzeba było zostać dresiarzem – Ten Typ Mes - produkcja: Ten Typ Mes                                                                                              | [ 20 ]                   |
| 2016                              | Umowa o dzieło                       | Taco Hemingway - produkcja: Rumak              | - Holizm – Grubson - produkcja: Grubson i DJ BRK - Podróż zwana życiem – O.S.T.R. - produkcja: O.S.T.R., Killing Skills (Chris van Rootselaar i Jaap Wiewel) - Różewicz – Interpretacje – Sokół, Hades i Sampler Orchestra - produkcja: Sampler Orchestra (Paweł Moszyński i Stanisław Koźlik) - Vanillahajs – Tede i Sir Michu - produkcja: Sir Michu | [ 21 ]                   |
| 2017                              | Życie po śmierci                     | O.S.T.R. - produkcja: Killing Skills           | - Ała. – Ten Typ Mes - produkcja: Ten Typ Mes - Marmur – Taco Hemingway - produkcja: Rumak - Ułamek tarcia – Kaliber 44 - produkcja: AbradAb - Wilczy humor – Bisz i Radex - produkcja: Radek Łukasiewicz | [ 22 ]                   |
| 2018                              | Szprycer                             | Taco Hemingway - produkcja: Rumak              | - Gatunek L – Grubson - produkcja: DJ BRK, SoDrumatic, OER i Grubson - Headliner – Guova - produkcja: Essex, Rzepa, High Tower, M1CKY, Johnny Beats, BL Beatz i SZZ - POP. – Miuosh - produkcja: Fox - MTV Unplugged: Autentycznie – O.S.T.R. - produkcja: Killing Skills                                                                              | [ 23 ]                   |
| 2019 (remis)                      | Ground Zero Mixtape                  | PRO8L3M - produkcja: Art Brut                  | - 048 – AbradAb - produkcja: AbradAb, Jaroz i DJ Eprom - Café Belga – Taco Hemingway - produkcja: Rumak i Borruci | [ 24 ]                   |
| 2019 (remis)                      | Soma 0,5 mg                          | Taconafide - produkcja: różni                  | - 048 – AbradAb - produkcja: AbradAb, Jaroz i DJ Eprom - Café Belga – Taco Hemingway - produkcja: Rumak i Borruci | [ 24 ]                   |
| 2019 (remis)                      | W drodze po szczęście                | O.S.T.R. - produkcja: Killing Skills           | - 048 – AbradAb - produkcja: AbradAb, Jaroz i DJ Eprom - Café Belga – Taco Hemingway - produkcja: Rumak i Borruci | [ 24 ]                   |
| 2020                              | Pocztówka z WWA, lato ’19            | Taco Hemingway                                 | - Instrukcja obsługi świrów – O.S.T.R. - Muzyka współczesna – Pezet - Widmo – PRO8L3M - Wojtek Sokół – Sokół | [ 25 ]                   |
| 2021                              | 100 dni do matury                    | Mata                                           | - Art Brut 2 – PRO8L3M - Jarmark – Taco Hemingway - Romantic Psycho – Quebonafide - W/88 – Włodi i 1988 | [ 26 ]                   |
| 2022                              | Młody Matczak                        | Mata                                           | - Nic – Sokół - Polska Floryda – Szczyl - Pułapka na motyle – Sobel - Sprzedałem dupe – Zdechły Osa | [ 27 ]                   |
| 2023                              | 8171                                 | Szczyl i Magiera                               | - Almost Goat – Smolasty - Muzyka komercyjna – Pezet - Roller – Miły ATZ - Ruleta – 1988 | [ 28 ]                   |
| 2024                              | Taxi                                 | Łona, Konieczny i Krupa                        | - 1-800-Oświecenie – Taco Hemingway - Breslau Hardcore – Zdechły Osa - Hhultras – Włodi - PROXL3M – PRO8L3M | [ 29 ]                   |
| 2025                              | XX                                   | O.S.T.R.                                       | - Białe szaleństwo – Ćpaj Stajl - Lata – Bisz i Kosa - Tthe Grind – Otsochodzi - W związku z muzyką – Sobel | [ 30 ]                   |

## Statystyki
| Liczba | Osoba/zespół   | Lata                               |
| ------ | -------------- | ---------------------------------- |
| 6      | O.S.T.R.       | 2008, 2010, 2015, 2017, 2019, 2025 |
| 4      | Taco Hemingway | 2016, 2018, 2019, 2020             |
| 3      | AbradAb        | 2000, 2004, 2011                   |
| 3      | Emade          | 2006, 2009, 2012                   |
| 3      | Fisz           | 2006, 2009, 2012                   |
| 2      | Killing Skills | 2017, 2019                         |
| 2      | Liroy          | 1997, 1999                         |
| 2      | Mata           | 2021, 2022                         |
| 2      | Rumak          | 2016, 2018                         |
| 2      | Sistars        | 2003, 2005                         |

| Liczba | Osoba/zespół     | Lata                                                                               |
| ------ | ---------------- | ---------------------------------------------------------------------------------- |
| 14     | O.S.T.R.         | 2002, 2004, 2006, 2008, 2009, 2010, 2012, 2015, 2016, 2017, 2018, 2019, 2020, 2025 |
| 8      | AbradAb          | 1998, 2000, 2004, 2006, 2009, 2011, 2017, 2019                                     |
| 8      | Taco Hemingway   | 2016, 2017, 2018, 2019 (×2), 2020, 2021, 2024                                      |
| 6      | Sokół            | 2002, 2010, 2015, 2016, 2020, 2022                                                 |
| 5      | Fisz             | 2000, 2001, 2006, 2009, 2012                                                       |
| 5      | Pezet            | 2002, 2004, 2008, 2020, 2023                                                       |
| 5      | Tede             | 2003, 2004, 2010, 2015, 2016                                                       |
| 4      | Emade            | 2004, 2006, 2009, 2012                                                             |
| 4      | Killing Skills   | 2016, 2017, 2018, 2019                                                             |
| 4      | Paulina Przybysz | 2003, 2005, 2009, 2012                                                             |
| 4      | PRO8L3M          | 2019, 2020, 2021, 2024                                                             |
| 4      | Rahim            | 1997, 2001, 2002, 2008                                                             |
| 4      | Rumak            | 2016, 2017, 2018, 2019                                                             |
| 4      | Włodi            | 1999, 2001, 2021, 2024                                                             |
| 3      | Afromental       | 2008, 2010, 2012                                                                   |
| 3      | Kaliber 44       | 1998, 2000, 2017                                                                   |
| 3      | Liroy            | 1997, 1999, 2001                                                                   |
| 3      | Natalia Przybysz | 2003, 2005, 2011                                                                   |
| 3      | Vienio           | 1999, 2001, 2003                                                                   |